# Mine de Cerro Verde
 (mars 2025).
La mine de Cerro Verde est une mine de cuivre située dans la région d'Arequipa au Pérou. Elle est détenue par Freeport-McMoRan.